# Marmaduke
Marmaduke är en amerikansk familjefilm från 2010 i regi av Tom Dey, baserad på en serietidning av Brad Anderson och Phil Leeming.

## Handling
Marmaduke är en hund av rasen grand danois som bor med sin familj i en förort i Kansas. Men en dag erbjuds mannen i huset ett nytt arbete, så hela familjen måste flytta till Kalifornien. Där bestämmer sig Marmaduke för att skapa en ny image och skapa ett rykte om sig att vara en tuff hund. Men det blir dock inte särskilt lätt.

## Om filmen
I filmen används animering bland annat för att få djurens läppar att röra sig när de pratar. I serietidningen pratade dock Marmaduke aldrig.

## Rollista i urval
- Lee Pace - Phil Winslow
- Judy Greer - Debbie Winslow
- William H. Macy - Don Twombly
- Raugi Yu - Drama Trainer
- Finley Jacobsen - Brian Winslow
- Caroline Sunshine - Barbara Winslow
- Milana Haines - Sarah Winslow
- Frank Topol - Boscos ägare
- Michael Teigen - Gray
- Glenn McCuen - Bodie
- David Walliams - Anton Harrison
- Heather Doerksen - Jessica
- Graylen Cameron - Giant Teenage Boy
- Christopher Attadia - Jock
- Sydney Imbeau - Little Girl

### Engelska röster
- Owen Wilson - Marmaduke
- Emma Stone - Mazie
- Fergie - Jezebel
- George Lopez - Carlos
- Kiefer Sutherland - Bosco
- Christopher Mintz-Plasse - Giuseppe
- Sam Elliott - Chupadogra/Buster
- Steve Coogan - Raisin
- Marlon Wayans - Lightning
- Damon Wayans Jr. - Thunder
- Todd Glass - Doberman Pinscher

## Svenska röster
- Fredde Granberg - Marmaduke
- Daniel Sjöberg - Phil
- Lina Hedlund - Mazie
- Karl Dyall - Carlos
- Jonas Bergström - Don
- Norea Sjöquist - Barbara
- Maria Rydberg - Debbie
- Steve Kratz - Bosco
- Cecilia Wrangel - Jezebel
- Dick Eriksson - Giuseppe
- Kim Sulocki - Russin
- Leo Wågberg - Brian
- Alice Sjöberg Brise - Sara
- Jimmy Lindström - Dunder
- Daniel Gustavsson - Blixten
- Gunnar Ernblad - Buster
- Freddy Åsblom - Bodie